# Pleuridium exsertum
Pleuridium exsertum là một loài rêu trong họ Archidiaceae. Loài này được E.B. Bartram mô tả khoa học đầu tiên năm 1949.